# Associazione Calcio Prato 2015-2016
Questa voce raccoglie le informazioni riguardanti l'Associazione Calcio Prato nelle competizioni ufficiali della stagione 2015-2016.

## Stagione
Nella stagione 2015-2016 il Prato disputerà il cinquantaduesimo torneo di terza serie della sua storia, prendendo parte alla Lega Pro.
In Coppa Italia di Lega Pro la squadra non va oltre la prima fase a gironi, pareggiando in casa con il Siena e perdendo in trasferta con la Lupa Roma.
All'indomani della sconfitta col Rimini (0-2 in casa) il 21 marzo 2016 viene esonerato Alessio De Petrillo, sostituito da Roberto Malotti.
Al termine del campionato la squadra si classifica al quattordicesimo posto, quindi partecipa ai play-out. Nel doppio confronto con la Lupa Roma perde ad Aprilia per 2-0 e vince la gara di ritorno in casa per 3-1, quindi rimane in Lega Pro per la migliore posizione in classifica rispetto all'avversaria.

## Divise e sponsor
Lo sponsor tecnico per la stagione 2015-2016 (per la seconda stagione consecutiva) è Erreà, mentre gli sponsor ufficiali sono Estra Energia, Ambrogio, Bcc Area Pratese, Prato Feels e Produttori Pratesi Cardato Riciclato.
Campionato 2016-2017 sponsor ufficiali Prato feels  ,Produttori pratesi cardato riciclato , Chianti Banca , Estra Energia , M..& A. Sanesi . Sponsor tecnico Errea
| 1° divisa | 2° divisa | 3° divisa |

## Rosa
Rosa aggiornata all'8 maggio 2016.
| N. |                      | Ruolo | Calciatore         |
| -- | -------------------- | ----- | ------------------ |
|    | Italia (bandiera)    | P     | Lorenzo Bardini    |
|    | Italia (bandiera)    | P     | Giona Fedele       |
|    | Italia (bandiera)    | P     | Francesco Rossi    |
|    | Italia (bandiera)    | D     | Filippo Boni       |
|    | Italia (bandiera)    | D     | Fabio Catacchini   |
|    | Italia (bandiera)    | D     | Fabio Eguelfi      |
|    | Italia (bandiera)    | D     | Fabio Formato      |
|    | Italia (bandiera)    | D     | Daniele Ghidotti   |
|    | Italia (bandiera)    | D     | Tommaso Ghinassi   |
|    | Italia (bandiera)    | D     | Giacomo Lucarini   |
|    | Italia (bandiera)    | D     | Lorenzo Matteo     |
|    | Italia (bandiera)    | C     | Lorenzo Benucci    |
|    | Italia (bandiera)    | C     | Matteo Cavagna     |
|    | Albania (bandiera)   | C     | Isuf Cela          |
|    | Italia (bandiera)    | C     | Alessandro Corvesi |
|    | Danimarca (bandiera) | C     | Morten Knudsen     |

| N. |                           | Ruolo | Calciatore            |
| -- | ------------------------- | ----- | --------------------- |
|    | Italia (bandiera)         | C     | Gianmarco Gabbianelli |
|    | Italia (bandiera)         | C     | Riccardo Gaiola       |
|    | Italia (bandiera)         | C     | Giulio Grifoni        |
|    | Italia (bandiera)         | C     | Matteo Serrotti       |
|    | Italia (bandiera)         | A     | Lorenzo Benedetti     |
|    | Italia (bandiera)         | A     | Alessandro Capello    |
|    | Italia (bandiera)         | A     | Cosimo Chiricò        |
|    | Portogallo (bandiera)     | A     | Aladje                |
|    | Costa d'Avorio (bandiera) | A     | Christian Kouamé      |
|    | Italia (bandiera)         | A     | Gabriele Moncini      |
|    | Italia (bandiera)         | A     | Roberto Ogunseye      |
|    | Italia (bandiera)         | A     | Giuliano Regolanti    |
|    | Italia (bandiera)         | A     | Damiano Rinaldini     |
|    | Italia (bandiera)         | D     | Manuele Malotti       |
|    | Honduras (bandiera)       | A     | Rigoberto Rivas       |

## Calciomercato

### Sessione estiva(dal 01/07 al 31/08)
| Acquisti | Acquisti              | Acquisti   | Acquisti      |
| R.       | Nome                  | da         | Modalità      |
| -------- | --------------------- | ---------- | ------------- |
| P        | Lorenzo Bardini       | Fiorentina | prestito      |
| P        | Giona Fedele          | Sestese    | definitivo    |
| P        | Francesco Rossi       | Atalanta   | prestito      |
| D        | Filippo Boni          | Verona     | prestito      |
| D        | Fabio Formato         | Frosinone  | prestito      |
| D        | Tommaso Ghinassi      | Pordenone  | definitivo    |
| D        | Lorenzo Matteo        | Inter      | prestito      |
| C        | Alex Bengala          | Livorno    | fine prestito |
| C        | Lorenzo Benucci       | Juventus   | prestito      |
| C        | Isuf Cela             | Bologna    | fine prestito |
| C        | Alessandro Corvesi    | Pavia      | prestito      |
| C        | Morten Knudsen        | Inter      | prestito      |
| C        | Gianmarco Gabbianelli | Inter      | prestito      |
| C        | Riccardo Gaiola       | Inter      | prestito      |
| C        | Matteo Serrotti       | Tuttocuoio | definitivo    |
| A        | Lorenzo Benedetti     | Lucchese   | fine prestito |
| A        | Alessandro Capello    | Cagliari   | prestito      |
| A        | Alberto Aladje Gomes  | Sassuolo   | prestito      |
| A        | Roberto Ogunseye      | Inter      | prestito      |
| A        | Damiano Rinaldini     | Pianese    | definitivo    |

| Cessioni | Cessioni            | Cessioni     | Cessioni      |
| R.       | Nome                | a            | Modalità      |
| -------- | ------------------- | ------------ | ------------- |
| P        | Massimo Gazzoli     | Lumezzane    | fine prestito |
| P        | Ivica Ivušić        | Inter        | fine prestito |
| D        | Andrea Bandini      | Inter        | fine prestito |
| D        | Paolo Dametto       | Parma        | fine prestito |
| D        | Michele De Agostini | Pordenone    | definitivo    |
| D        | Cesare Rickler      | Bologna      | fine prestito |
| D        | Michele Rinaldi     | Savoia       | fine prestito |
| D        | Federico Sorbo      |              | svincolato    |
| C        | Alex Bengala        | Poggibonsi   | prestito      |
| C        | Lorenzo Coccolo     | Pisa         | fine prestito |
| C        | Jacopo Fanucchi     | Lucchese     | definitivo    |
| C        | Simone Pasa         | Inter        | fine prestito |
| C        | Andrea Romanò       | Inter        | fine prestito |
| C        | Claudio Santini     |              | svincolato    |
| C        | Lorenzo Tassi       | Inter        | fine prestito |
| C        | Francesco Urso      | L.R. Vicenza | fine prestito |
| A        | Riccardo Bocalon    | Inter        | fine prestito |
| A        | Adama Fofana        | Inter        | fine prestito |
| A        | Raffaele Rubino     |              | ritiro        |

### Fuori Sessione
| Acquisti | Acquisti       | Acquisti   | Acquisti   |
| R.       | Nome           | da         | Modalità   |
| -------- | -------------- | ---------- | ---------- |
| A        | Cosimo Chiricò | svincolato | definitivo |

| Cessioni | Cessioni          | Cessioni  | Cessioni   |
| R.       | Nome              | a         | Modalità   |
| -------- | ----------------- | --------- | ---------- |
| A        | Lorenzo Benedetti | Viareggio | svincolato |

### Sessione invernale(dal 04/01 al 01/02)
| Acquisti | Acquisti           | Acquisti    | Acquisti   |
| R.       | Nome               | da          | Modalità   |
| -------- | ------------------ | ----------- | ---------- |
| D        | Fabio Eguelfi      | Inter       | prestito   |
| D        | Fabio Catacchini   | Sansepolcro | definitivo |
| D        | Giacomo Lucarini   | Genoa       | prestito   |
| A        | Gabriele Moncini   | Cesena      | prestito   |
| A        | Giuliano Regolanti | Frosinone   | prestito   |

| Cessioni | Cessioni             | Cessioni    | Cessioni      |
| R.       | Nome                 | a           | Modalità      |
| -------- | -------------------- | ----------- | ------------- |
| C        | Giulio Grifoni       | Juve Stabia | prestito      |
| A        | Cosimo Chiricò       | Foggia      | definitivo    |
| A        | Alberto Aladje Gomes | Sassuolo    | fine prestito |
| A        | Christian Kouamé     | Inter       | prestito      |

## Risultati

### Campionato di Lega Pro

#### Girone di andata
| Arbitro: | D'Apice (Arezzo) |

|                      |           |             |
| Verna 36’ Lupoli 67’ | Marcatori | 82’ Capello |

| Arbitro: | Capraro (Cassino) |

|  |           |            |
|  | Marcatori | 18’ Mallus |

| Siena 19 settembre 2015, ore 20:30 CEST 3ª giornata | Siena               | 0 – 0 referto | Prato | Stadio Artemio Franchi (6.115 spett.)\| Arbitro: \| Fiorini (Frosinone) \| |
| Arbitro:                                            | Fiorini (Frosinone) |               |       |                                                                            |

| Arbitro: | Guida (Salerno) |

|             |           |             |
| Capello 29’ | Marcatori | 18’ Leccese |

| Arbitro: | Ranaldi (Tivoli) |

|              |           |                                |
| Calcagni 70’ | Marcatori | 48’ Capello 90+4’ L. Benedetti |

| Prato 10 ottobre 2015, ore 20:30 CEST 6ª giornata | Prato                    | 0 – 0 referto | SPAL | Stadio Lungobisenzio (1.432 spett.)\| Arbitro: \| Guccini (Albano Laziale) \| |
| Arbitro:                                          | Guccini (Albano Laziale) |               |      |                                                                               |

| Arbitro: | Paterna (Teramo) |

|                   |           |  |
| Capece 19’ (rig.) | Marcatori |  |

| Arbitro: | Valiante (Nocera Inferiore) |

|                                          |           |                                  |
| Scipioni 15’ Petrella 31’ Da Silva 90+1’ | Marcatori | 12’ Capello 90+3’ (rig.) Chiricò |

| Arbitro: | Rossi (Rovigo) |

|             |           |  |
| Chiricò 37’ | Marcatori |  |

| Arbitro: | Di Martino (Teramo) |

|  |           |             |
|  | Marcatori | 52’ Capello |

| Prato 14 novembre 2015, ore 17:30 CET 11ª giornata | Prato            | 0 – 0 referto | Maceratese | Stadio Lungobisenzio (1.097 spett.)\| Arbitro: \| Tardino (Milano) \| |
| Arbitro:                                           | Tardino (Milano) |               |            |                                                                       |

| Arbitro: | Guarino (Caltanissetta) |

|                                         |           |                       |
| Capello 32’ Knudsen 39’ Gabbianelli 81’ | Marcatori | 45+2’ (rig.) Scappini |

| Arbitro: | Curti (Milano) |

|                |           |  |
| Perna 72’, 74’ | Marcatori |  |

| Arbitro: | Strippoli (Bari) |

|             |           |  |
| Capello 65’ | Marcatori |  |

| Santarcangelo di Romagna 12 dicembre 2015, ore 14:30 CET 15ª giornata | Santarcangelo    | 0 – 0 referto | Prato | Stadio Valentino Mazzola (353 spett.)\| Arbitro: \| Capone (Palermo) \| |
| Arbitro:                                                              | Capone (Palermo) |               |       |                                                                         |

| Arbitro: | Pasciuta (Agrigento) |

|                                 |           |                                        |
| Ogunseye 10’ Capello 90’ (rig.) | Marcatori | 16’ (rig.), 64’, 82’ Dettori 31’ Gyasi |

| Arbitro: | Annaloro (Collegno) |

|                   |           |  |
| Virdis 77’ (rig.) | Marcatori |  |

#### Girone di ritorno
| Arbitro: | Giovani (Grosseto) |

|  |           |            |
|  | Marcatori | 80’ Makris |

| Arbitro: | Andreini (Forlì) |

|                             |           |                            |
| Cognigni 10’, 78’ Paoli 53’ | Marcatori | 66’ Aladje 71’ Gabbianelli |

| Arbitro: | Sozza (Seregno) |

|  |           |          |
|  | Marcatori | 3’ Yamga |

| Arbitro: | Boggi (Salerno) |

|            |           |                                         |
| Fabbro 66’ | Marcatori | 43’ (rig.) Capello 59’ (rig.) Regolanti |

| Prato 13 febbraio 2016, ore 17:30 CET 22ª giornata | Prato                     | 0 – 0 referto | Lucchese | Stadio Lungobisenzio (600 spett.)\| Arbitro: \| Lacagnina (Caltanissetta) \| |
| Arbitro:                                           | Lacagnina (Caltanissetta) |               |          |                                                                              |

| Arbitro: | Piscopo (Imperia) |

|                                                     |           |               |
| Grassi 13’ Gasparetto 24’ Cellini 47’ Cottafava 78’ | Marcatori | 54’ Regolanti |

| Arbitro: | Zanonato (Vicenza) |

|  |           |                               |
|  | Marcatori | 48’ Bentancourt 71’ Madrigali |

| Prato 5 marzo 2016, ore 17:30 CET 25ª giornata | Prato            | 0 – 0 referto | Teramo | Stadio Lungobisenzio (561 spett.)\| Arbitro: \| Panarese (Lecce) \| |
| Arbitro:                                       | Panarese (Lecce) |               |        |                                                                     |

| Arbitro: | Perotti (Legnano) |

|                      |           |                         |
| Mungo 27’ Rovini 46’ | Marcatori | 43’ Eguelfi 84’ Moncini |

| Arbitro: | Balice (Termoli) |

|  |           |                  |
|  | Marcatori | 6’, 69’ Polidori |

| Arbitro: | Prontera (Bologna) |

|              |           |  |
| Fioretti 79’ | Marcatori |  |

| Arbitro: | Fourneau (Roma) |

|                                  |           |  |
| Scappini 22’ (rig.) Risaliti 78’ | Marcatori |  |

| Arbitro: | Viotti (Tivoli) |

|                                      |           |                              |
| Benucci 7’ Ghinassi 51’ Ogunseye 56’ | Marcatori | 63’ De Sousa 79’ Sandomenico |

| Pontedera 17 aprile 2016, ore 17:30 CEST 31ª giornata | Tuttocuoio         | 0 – 0 referto | Prato | Stadio Ettore Mannucci (468 spett.)\| Arbitro: \| Marinelli (Tivoli) \| |
| Arbitro:                                              | Marinelli (Tivoli) |               |       |                                                                         |

| Arbitro: | Mainardi (Bergamo) |

|                                      |           |                                          |
| Ogunseye 19’ Capello 87’ Moncini 94’ | Marcatori | 35’ Guidone 38’ Venitucci 85’ Castellana |

| Arbitro: | Mei (Pesaro) |

|           |           |                                 |
| Erpen 63’ | Marcatori | 20’ (rig.) Capello 34’ Ogunseye |

| Arbitro: | Mancini (Fermo) |

|                               |           |           |
| Moncini 40’ Ogunseye 68’, 88’ | Marcatori | 29’ Carta |

#### Play-out
| Arbitro: | Tardino (Milano) |

|                        |           |  |
| Fabbro 52’ Leccese 76’ | Marcatori |  |

| Arbitro: | Amoroso (Paola) |

|                                        |           |              |
| Ogunseye 31’ Regolanti 63’ Moncini 71’ | Marcatori | 21’ Perrulli |

### Coppa Italia Lega Pro

#### Fase eliminatoria a gironi
| Prato 14 agosto 2015, ore 20:30 CEST Girone E - 1ª giornata | Prato           | 0 – 0 referto | Siena | Stadio Lungobisenzio (457 spett.)\| Arbitro: \| Sozza (Seregno) \| |
| Arbitro:                                                    | Sozza (Seregno) |               |       |                                                                    |

| Arbitro: | Guida (Salerno) |

|                            |           |              |
| Tajarol 27’, 29’ Sfanò 68’ | Marcatori | 78’ Ogunseye |

## Statistiche
Aggiornate al 21 maggio 2016.

### Statistiche di squadra
| Competizione          | Punti | In casa | In casa | In casa | In casa | In casa | In casa | In trasferta | In trasferta | In trasferta | In trasferta | In trasferta | In trasferta | Totale | Totale | Totale | Totale | Totale | Totale | DR  |
| Competizione          | Punti | G       | V       | N       | P       | Gf      | Gs      | G            | V            | N            | P            | Gf           | Gs           | G      | V      | N      | P      | Gf     | Gs     | DR  |
| --------------------- | ----- | ------- | ------- | ------- | ------- | ------- | ------- | ------------ | ------------ | ------------ | ------------ | ------------ | ------------ | ------ | ------ | ------ | ------ | ------ | ------ | --- |
| Campionato            | 37    | 17      | 5       | 6       | 6       | 17      | 19      | 17           | 4            | 4            | 9            | 15           | 24           | 34     | 9      | 10     | 15     | 32     | 43     | -11 |
| Play-out              |       | 1       | 1       | 0       | 0       | 3       | 1       | 1            | 0            | 0            | 1            | 0            | 2            | 2      | 1      | 0      | 1      | 3      | 3      | 0   |
| Coppa Italia Lega Pro |       | 1       | 0       | 1       | 0       | 0       | 0       | 1            | 0            | 0            | 1            | 1            | 3            | 2      | 0      | 1      | 1      | 1      | 3      | -2  |
| Totale                |       | 19      | 6       | 7       | 6       | 20      | 20      | 19           | 4            | 4            | 11           | 16           | 29           | 38     | 10     | 11     | 17     | 36     | 49     | -13 |

### Andamento in campionato
| Giornata  | 1  | 2  | 3  | 4  | 5  | 6  | 7  | 8  | 9  | 10 | 11 | 12 | 13 | 14 | 15 | 16 | 17 | 18 | 19 | 20 | 21 | 22 | 23 | 24 | 25 | 26 | 27 | 28 | 29 | 30 | 31 | 32 | 33 | 34 |
| --------- | -- | -- | -- | -- | -- | -- | -- | -- | -- | -- | -- | -- | -- | -- | -- | -- | -- | -- | -- | -- | -- | -- | -- | -- | -- | -- | -- | -- | -- | -- | -- | -- | -- | -- |
| Luogo     | T  | C  | T  | C  | T  | C  | T  | T  | C  | T  | C  | C  | T  | C  | T  | C  | T  | C  | T  | C  | T  | C  | T  | C  | C  | T  | C  | T  | T  | C  | T  | C  | T  | C  |
| Risultato | P  | P  | N  | N  | V  | N  | P  | P  | V  | V  | N  | V  | P  | V  | N  | P  | P  | P  | P  | P  | V  | N  | P  | P  | N  | N  | P  | P  | P  | V  | N  | N  | V  | V  |
| Posizione | 13 | 15 | 14 | 13 | 11 | 10 | 13 | 15 | 14 | 11 | 10 | 9  | 10 | 8  | 9  | 11 | 12 | 12 | 14 | 14 | 12 | 11 | 11 | 14 | 14 | 15 | 16 | 16 | 16 | 15 | 15 | 15 | 15 | 14 |

Fonte:  GIRONE B STATISTICA, su lega-pro.com.
Legenda:

Luogo: C = Casa; T = Trasferta. Risultato: V = Vittoria; N = Pareggio; P = Sconfitta.

### Statistiche dei giocatori
In corsivo i giocatori ceduti a stagione in corso.
| Giocatore      | Lega Pro + Play-out | Lega Pro + Play-out | Lega Pro + Play-out | Lega Pro + Play-out | Coppa Italia Lega Pro | Coppa Italia Lega Pro | Coppa Italia Lega Pro | Coppa Italia Lega Pro | Totale   | Totale | Totale      | Totale     |
| Giocatore      | Presenze            | Reti                | Ammonizioni         | Espulsioni          | Presenze              | Reti                  | Ammonizioni           | Espulsioni            | Presenze | Reti   | Ammonizioni | Espulsioni |
| -------------- | ------------------- | ------------------- | ------------------- | ------------------- | --------------------- | --------------------- | --------------------- | --------------------- | -------- | ------ | ----------- | ---------- |
| L. Bardini     | 4                   | -5                  | 0                   | 0                   | 2                     | -3                    | 0                     | 0                     | 6        | -8     | 0           | 0          |
| G. Fedele      | -                   | -                   | -                   | -                   | -                     | -                     | -                     | -                     | -        | -      | -           | -          |
| F. Rossi       | 31+2                | -38+-3              | 2                   | 0                   | -                     | -                     | -                     | -                     | 33       | -41    | 2           | 0          |
| F. Boni        | 19+2                | 0                   | 3                   | 0                   | 1                     | 0                     | 0                     | 0                     | 22       | 0      | 3           | 0          |
| F. Catacchini  | 14+2                | 0                   | 3                   | 0                   | -                     | -                     | -                     | -                     | 16       | 0      | 3           | 0          |
| F. Eguelfi     | 16+2                | 1                   | 3                   | 0                   | -                     | -                     | -                     | -                     | 18       | 1      | 3           | 0          |
| F. Formato     | 0                   | 0                   | 0                   | 0                   | 2                     | 0                     | 0                     | 0                     | 2        | 0      | 0           | 0          |
| D. Ghidotti    | 32+1                | 0                   | 10+1                | 1+1                 | 2                     | 0                     | 0                     | 0                     | 35       | 0      | 11          | 2          |
| T. Ghinassi    | 33+2                | 1                   | 9                   | 0                   | 2                     | 0                     | 0                     | 0                     | 37       | 1      | 9           | 0          |
| G. Lucarini    | -                   | -                   | -                   | -                   | -                     | -                     | -                     | -                     | -        | -      | -           | -          |
| L. Matteo      | 0                   | 0                   | 0                   | 0                   | 0                     | 0                     | 0                     | 0                     | 0        | 0      | 0           | 0          |
| L. Benucci     | 21+2                | 1                   | 3                   | 0                   | 2                     | 0                     | 0                     | 0                     | 25       | 1      | 3           | 0          |
| M. Cavagna     | 21                  | 0                   | 10                  | 1                   | 1                     | 0                     | 1                     | 0                     | 22       | 0      | 11          | 1          |
| I. Cela        | 4                   | 0                   | 0                   | 0                   | 2                     | 0                     | 1                     | 0                     | 6        | 0      | 1           | 0          |
| A. Corvesi     | 29+1                | 0                   | 3                   | 0                   | -                     | -                     | -                     | -                     | 30       | 0      | 3           | 0          |
| M. Knudsen     | 27                  | 1                   | 2                   | 0                   | 1                     | 0                     | 0                     | 0                     | 28       | 1      | 2           | 0          |
| G. Gabbianelli | 22+2                | 2                   | 4+1                 | 1                   | 2                     | 0                     | 0                     | 0                     | 26       | 2      | 5           | 1          |
| R. Gaiola      | 27+2                | 0                   | 9                   | 0                   | 2                     | 0                     | 2                     | 0                     | 31       | 0      | 11          | 0          |
| G. Grifoni     | 18                  | 0                   | 4                   | 1                   | -                     | -                     | -                     | -                     | 18       | 0      | 4           | 1          |
| M. Serrotti    | 29+2                | 0                   | 6                   | 0                   | 2                     | 0                     | 0                     | 0                     | 33       | 0      | 6           | 0          |
| L. Benedetti   | 4                   | 1                   | 0                   | 0                   | 2                     | 0                     | 0                     | 0                     | 6        | 1      | 0           | 0          |
| A. Capello     | 30+2                | 11                  | 6+1                 | 0                   | -                     | -                     | -                     | -                     | 32       | 11     | 7           | 0          |
| C. Chiricò     | 10                  | 2                   | 0                   | 0                   | -                     | -                     | -                     | -                     | 10       | 2      | 0           | 0          |
| Aladje Gomes   | 15                  | 1                   | 3                   | 0                   | 1                     | 0                     | 0                     | 0                     | 16       | 1      | 3           | 0          |
| C. Kouamé      | 13                  | 0                   | 2                   | 0                   | 2                     | 0                     | 0                     | 0                     | 15       | 0      | 2           | 0          |
| G. Moncini     | 16+2                | 3+1                 | 2                   | 0                   | -                     | -                     | -                     | -                     | 18       | 4      | 2           | 0          |
| R. Ogunseye    | 23+2                | 6+1                 | 6+2                 | 0                   | 2                     | 1                     | 0                     | 0                     | 27       | 8      | 8           | 0          |
| G. Regolanti   | 13+1                | 2+1                 | 3                   | 0                   | -                     | -                     | -                     | -                     | 14       | 3      | 3           | 0          |
| D. Rinaldini   | -                   | -                   | -                   | -                   | 0                     | 0                     | 0                     | 0                     | 0        | 0      | 0           | 0          |
| M. Malotti     | 1+1                 | 0                   | 0+1                 | 0                   | -                     | -                     | -                     | -                     | 2        | 0      | 1           | 0          |
| R. Rivas       | 1                   | 0                   | 0                   | 0                   | -                     | -                     | -                     | -                     | 1        | 0      | 0           | 0          |